# Beto Cuevas
Luis Alberto Cuevas Olmedo (Santiago de Chile, 12 de septiembre de 1967), más conocido como Beto Cuevas, es un cantante, músico, compositor, productor, actor y diseñador gráfico chileno. Se hizo conocido en Latinoamérica por ser vocalista, líder y compositor principal de la banda chilena La Ley entre 1989 y 2005, y en un segundo período desde 2013 hasta 2016. 
Debutó a finales de los años 1980 con La Ley, con quienes obtuvo un gran éxitoEn el primer receso de La Ley, Beto inició su carrera como solista lanzando sus álbumes Miedo escénico (2008) y Transformación (2012), este último fue galardonado con el Grammy latino a mejor álbum Pop/Rock. 

## Primeros años
Beto Cuevas es hijo de María Eugenia Olmedo y Julio Cuevas. Tiene tres hermanas: Verónica, Valeria y Viviana.
A muy temprana edad, Beto y su familia emigraron de Chile buscando nuevas fronteras por temas laborales y tras la situación política en Chile. Con tan solo dos años de edad su familia tuvo que trasladarse a la ciudad de Caracas, Venezuela, donde vivió su infancia. Allí realizó sus primeros estudios en el Colegio Cumbres.
Se trasladaron finalmente a Montreal, Canadá, donde pasó gran parte de su adolescencia y gracias a lo cual tiene también nacionalidad canadiense. En ese país continúa sus estudios de secundaria en el Colegio Emile Legault.
Le gustaba practicar la natación, y aparte del dibujo, también le llamaba la atención todo lo concerniente al cine y la actuación. Acostumbraba hacer imitaciones junto a sus hermanas de artistas como Michael Jackson.
Una vez graduado comienza la carrera universitaria de Diseño Gráfico en Saint Laurent, donde logró titularse. Empezó a realizar trabajos como diseñador y modelo.
Como dato, habla fluidamente francés e inglés.
Volvió a Chile durante 1988, para básicamente conocer sus raíces. En Chile y previo a su llegada a La Ley, alcanzó a desempeñarse como diseñador y modelo. Su permanencia en la banda, hizo que finalmente Beto se radicara hasta 1996 en su país de origen.

## Carrera musical

### 1987-2005: La Ley
Durante sus primeros años en Chile, Beto cantaba como hobby temas de Elvis Presley en un prestigioso bar de Santiago. En ese local nocturno, la hermana de Beto reconoció el talento innato de su hermano e instó a la pareja del baterista de La Ley, Mauricio Clavería, a que lo audicionaran a la banda que pertenecía. El baterista hizo pasar a Beto por un primo, para que le dieran la oportunidad de ocupar la vacante. En ese momento, La Ley ya había sufrido la salida de dos vocalistas, Shía Arbulú e Iván Delgado. 
Tras contar con la aprobación de Andrés Bobe, miembro fundador de la banda, Beto hizo su debut como cantante oficial en un primer álbum que terminó siendo un material de culto, Desiertos (1990). al año siguiente, la banda editó su segundo disco, Doble opuesto.
Durante los primeros años de la agrupación, Cuevas se dedicó a escribir las letras de las canciones y con ello, las melodías de las piezas, mientras que la creación armónica estaba a cargo del guitarrista Andrés Bobe. Durante estos años, La Ley pasa a ser la agrupación más importante y exitosa del país. Y los críticos de música lo atribuyen principalmente a la marca registrada de composición Cuevas/Bobe. 
El 10 de abril de 1994, Andrés Bobe, luego de un show a beneficio, sufre un accidente en motocicleta que le provoca la muerte. Es en este momento que Cuevas asume de forma natural, la responsabilidad y el liderazgo del grupo.
Después de Andrés Bobe, la influencia de Beto en la música de la banda se hace más notoria, la cual marca una etapa que años más tarde, se materializaría en el gran éxito de la banda en Latinoamérica y EE. UU.
Es durante las grabaciones de los videos musicales del disco Invisible (1995), que Beto comienza su acercamiento con el "séptimo arte", desempeñando labores de codirección. Años más tarde, produciría y dirigiría muchos de los videos de sus canciones de solista (y el clip de La Ley de "Sin Ti"), además de un video homenaje a Robert Smith (The Cure) en un VMALA de MTV que contó con la aprobación del mismo Smith. 
Muchos observadores de bandas dan crédito a sus años en Norteamérica como a la gran influencia en el sonido de La Ley, que es única entre las bandas chilenas y latinas. Menos latino y más rock en algunos casos soft rock, La Ley escribe en inglés, español, y ocasionalmente en francés.
A medida que la fama y éxito crecía en el extranjero, el reconocimiento en Chile era inversamente proporcional, lo que molestaba a los miembros del grupo. Muchas veces en programas de televisión y radios chilenas se les trató del grupo "mexicano" La Ley.
En febrero de 2000 es lanzado el álbum "Uno" sexto disco de Beto Cuevas con La Ley, editado a través del sello discográfico Warner Music, contentivo de 10 pistas de donde se publicaron cinco sencillos que son: "Aquí", "Eternidad", "Fuera de mi", "Paraíso" y "Verano espacial", los tres primeros fueron coescritas por Beto Cuevas, además se realizaron sus respectivos vídeos y los dos últimos temas son de la propia inspiración del cantante.
EL 21 de febrero de 2001, un día antes a la presentación en el Festival Internacional de la Canción de Viña del Mar, el grupo se encuentra en el programa de Canal 13 La movida del Festival. Mientras son entrevistados en vivo un asistente les anuncia que se han adjudicado el Grammy Anglo como mejor grupo de rock alternativo.
A mediados de 2001 y el grupo graba su disco MTV Unplugged, logrando un gran éxito en el continente, sin embargo lo más importante para los miembros de La Ley es que definitivamente en su país natal, Chile, se les termina de reconocer como la agrupación más exitosa de todos los tiempos gracias al Grammy Anglo, la presentación en el Festival de Viña del Mar y el disco acústico editado.
En 2002 es lanzado el tema «Te necesito» en versión acústica, interpretado por Beto Cuevas a dúo con el grupo español Amaral.
En mayo de 2003 es presentado al público el álbum Libertad, integrado por 12 piezas en el género rock pop. Fue producido por Humberto Gatica y KC Porter. Le fue otogado el Grammy Latino 2004 por mejor álbum vocal rock dúo o grupo. De este disco se lanzaron tres sencillos titulados "¡Ámate y sálvate!", "Mi ley" y "Más allá", este último fue inspirado en una fan de Cuevas que se suicidó por no poder conocerlo en persona.

### 2005-2009: Trabajo solista
En el año 2005 Beto Cuevas, Pedro Frugone y Mauricio Clavería deciden tomar un receso en la agrupación.
Beto también trabajó en algunos pequeños proyectos, incluyendo la canción "Loud" que es una colaboración con Masters At Work ("Little Louie" Vega & Kenny "Dope" González). También reversionó la canción Mentira, que fue originalmente presentada en el MTV Unplugged de La Ley, que fue parte de la banda sonora del filme La mujer de mi hermano.
Otros proyectos musicales incluyen una colaboración con la banda chilena Los Prisioneros en su último álbum Manzana, donde Beto intervino en los sintetizadores, guitarras y voces en las canciones Insatisfacción, una reedición del clásico de los Rolling Stones (I Can't Get No) Satisfaction, y Eres mi hogar.
Filmó durante el año 2007 un capítulo en la nueva serie en el Canal Fox Latinoamérica: Tiempo final, cuyo capítulo se llama "El autógrafo" donde actúa como "Beto". En septiembre del mismo año, Beto Cuevas fue invitado a entrevistar a Morrissey para el canal TV Central.
En marzo de 2008, Beto Cuevas realiza el prelanzamiento como solista. Más de dos años han pasado desde que Beto se despidiera de los escenarios de manos de La Ley.
Previo lanzamiento de su disco y de la extensa gira que lo llevará a los grandes escenarios, con una serie de presentaciones que se dieron a lo largo de Estados Unidos. La gira constó de 35 fechas, auspiciada por Jack Daniel's.
El 30 de septiembre de 2008, salió a la venta su primer trabajo solista, Miedo escénico, disco que posee cuatro sencillos: Vuelvo, Háblame, El Cínico y Un minuto de silencio. El tema "Háblame" también forma parte de la banda sonora de la telenovela mexicana de Televisa En nombre del amor protagonizada por Victoria Ruffo, Leticia Calderón, Arturo Peniche, Laura Flores, Altair Jarabo, donde aparece como el tema triste de los protagonistas juveniles "Paloma" y "Emiliano" (Allisson Lozz y Sebastián Zurita).
El 30 de noviembre durante la clausura de la Teletón 2008 en Chile realizó una corta presentación.
El 8 de septiembre graba en el estudio auditorio de La 100 (fm 99.9) de Buenos Aires, Argentina, la versión del tema Faith de George Michael, el cual fue incluido en el CD "La 100 Vivo".

### 2010-presente
El 24 de febrero de 2010 cantó junto con Raphael en el Festival Internacional de la canción de Viña del Mar, al día siguiente se presentaría solo, pero el Terremoto del 27 de febrero, que golpeó la zona centro sur de Chile, condujo a la cancelación de la jornada programada para esa noche.
En mayo de 2010 Beto presentó una nueva versión de la clásica canción de Violeta Parra, Gracias a la vida. Esto con la ayuda de artistas como Miguel Bosé, Michael Bublé, Fher Olvera (Maná), Juan Luis Guerra, Shakira, Juanes, Laura Pausini y Alejandro Sanz, todo esto producido por el también chileno Humberto Gatica. Esta campaña fue creada con el fin de ayudar a Chile.
En 2012 fue uno de los presentadores de los Kids Choice Awards Argentina.
El 25 de septiembre de 2012 salió a la venta Transformación el nuevo disco del chileno, que contiene 12 temas de su autoría junto con algunas colaboraciones como con Leire Martínez en Goodbye y otras. El disco fue grabado en su totalidad en Estados Unidos entre meses de mayo y diciembre de 2011. 
Fue uno de los seleccionados para ser el entrenador de La voz México 2 junto con Paulina Rubio, Miguel Bosé y la fallecida cantante Jenni Rivera.
El 26 de febrero de 2014 se vuelve a reunir con Pedro Frugone y Mauricio Claveria para presentarse en el Festival de Viña del Mar como La Ley, tras nueve años de separación del conjunto. Además se incorpora al grupo el ex Soda Stereo, Héctor Bosio.
El 27 de noviembre de 2015 participó en el concierto homenaje al cantante chileno Jorge González, interpretando el tema Estrechez de corazón.
El 28 de mayo de 2016, Beto participó con La Ley en el festival VIVO X EL ROCK 7 en Perú, dedicándole el show a su colega Pedro Suárez-Vértiz. 
Tras la disolución de La Ley, Beto Cuevas estrenó el sencillo Mírame a los ojos, el 15 de diciembre de 2016, sería el primero que no formaría parte de ningún álbum. 
El 9 de agosto de 2019 sale a la venta su EP Lateral, EP que llega después de dos álbumes como solista.
El primer sencillo tomado del EP se estrenó en julio de 2018, se llama «Fuera de mi» y tiene la colaboración de Ana Torroja. El segundo sencillo es «Rosas en el lodo», al lado de Monsieur Periné y llegó a plataformas digitales el 19 de octubre de 2018.
El tercer tema del EP es su canción junto con María José, «Aquí», que se estrenó el 5 de julio de 2019. Más tarde, el 12 de julio de 2019 estrenó el cuarto sencillo llamado «Getsemaní», de la obra musical Jesucristo Superestrella que protagonizó en ese mismo año.

## Premios y nominaciones

### Premios Grammy Latinos
| Año  | Categoría                      | Trabajo nominado        | Resultado | Ref.   |
| ---- | ------------------------------ | ----------------------- | --------- | ------ |
| 2000 | Mejor canción de rock          | Aquí                    | Nominado  | [ 8 ]  |
| 2002 | Mejor canción de rock          | Mentira                 | Nominado  | [ 9 ]  |
| 2003 | Mejor canción de rock          | Ámate y sálvate         | Nominado  | [ 10 ] |
| 2004 | Mejor canción de rock          | Mi ley                  | Nominado  | [ 11 ] |
| 2005 | Mejor canción de rock          | Bienvenido al anochecer | Nominado  | [ 12 ] |
| 2009 | Mejor álbum rock vocal solista | Miedo escénico          | Nominado  | [ 13 ] |
| 2013 | Mejor álbum pop/rock           | Transformación          | Ganador   | [ 14 ] |

### Premios Juventud
| Año  | Categoría       | Trabajo nominado | Resultado | Ref.   |
| ---- | --------------- | ---------------- | --------- | ------ |
| 2009 | Mi artista rock | Beto Cuevas      | Nominado  | [ 15 ] |
| 2013 | Mi artista rock | Beto Cuevas      | Nominado  | [ 16 ] |

### Premios Lo Nuestro
| Año  | Categoría                           | Trabajo nominado | Resultado | Ref.   |
| ---- | ----------------------------------- | ---------------- | --------- | ------ |
| 2010 | Canción de rock del año             | Háblame          | Ganador   | [ 17 ] |
| 2013 | Álbum de rock/alternativo del año   | Transformación   | Nominado  | [ 18 ] |
| 2013 | Canción de rock/alternativo del año | Quiero creer     | Nominado  | [ 19 ] |
| 2013 | Artista de rock/alternativo del año | Beto Cuevas      | Nominado  | [ 20 ] |
| 2013 | Video del año                       | Quiero creer     | Nominado  | [ 21 ] |

### Premios Quiero
| Año  | Categoría       | Trabajo nominado | Resultado | Ref.   |
| ---- | --------------- | ---------------- | --------- | ------ |
| 2012 | Mejor video pop | Quiero creer     | Nominado  | [ 22 ] |

### Los Premios MTV Latinoamérica
| Año  | Categoría     | Trabajo nominado | Resultado | Ref.   |
| ---- | ------------- | ---------------- | --------- | ------ |
| 2009 | Mejor solista | Beto Cuevas      | Nominado  | [ 23 ] |

### Premios Orgullosamente Latino
| Año  | Categoría              | Trabajo nominado | Resultado | Ref.   |
| ---- | ---------------------- | ---------------- | --------- | ------ |
| 2009 | Solista latino del año | Beto Cuevas      | Ganador   | [ 24 ] |

### Asociación Estadounidense de Compositores, Autores y Editores
| Año  | Categoría              | Trabajo nominado | Resultado | Ref.   |
| ---- | ---------------------- | ---------------- | --------- | ------ |
| 2002 | Canción latina del año | Mentira          | Ganador   | [ 25 ] |

## Carrera actoral
Beto ha participado en diferentes filmografías entre las que se encuentran: "La mujer de mi hermano" interpretando el papel de un sacerdote de La Prelatura Personal de la Santa Cruz y Opus Dei. 
En la película de terror mexicoamericana "Borderland" (Al límite del terror) interpretó a Santillán. 
En abril del 2019, Beto recibe la invitación de Erick Rubín y del productor de teatro Alex Gou para participar en la puesta "Jesucristo Superestrella", su sorpresa fue que lo eligieran para interpretar a Jesús, siendo este uno de los retos más grandes de su carrera y su primera experiencia en teatro musical.
La adaptación de la obra a la época actual, la tecnología en el montaje y escena, más el elenco de primer nivel, han llevado a la obra a situarse como una de las mejores puestas en escena de la historia del teatro en México.

## Vida personal
Se casó con la modelo argentina Estela Mora, el 5 de enero de 2002, aunque su relación se remonta desde los inicios de La Ley en 1990. Actualmente se encuentran divorciados. Ambos comparten un hijo en común, Diego Cuevas. Durante un año tuvo una relación amorosa con la actriz Bárbara Mori en mayo de 2010. En el año 2017 sostuvo un romance con la actriz chilena Ingrid Cruz.
En el año 1991 salió con la modelo chilena Cecilia Amenábar, quien después fuera esposa de Gustavo Cerati. Lo contó en una entrevista, pese a que no fue un romance muy largo.
Es hincha del Club Universidad de Chile.

## Discografía

### Con La Ley
- 1990: Desiertos
- 1991: Doble opuesto
- 1993: La Ley
- 1995: Invisible
- 1998: Vértigo
- 2000: Uno
- 2003: Libertad
- 2016: Adaptación

### Solista
- 2008: Miedo escénico
- 2012: Transformación
- 2019: Lateral EP
- 2019: Colateral

### Sencillos
- 2002: Te Necesito (con Amaral)
- 2008: Vuelvo
- 2009: Háblame
- 2009: El cínico
- 2009: Un minuto de silencio
- 2012: Quiero creer (con Flo Rida)
- 2013: Goodbye (con Leire Martínez)
- 2016: Mírame a los ojos
- 2018: Fuera de Mí (con Ana Torroja)
- 2018: Rosas En El Lodo (con Monsieur Periné)
- 2019: Aquí (con María José)
- 2019: Mentira (con Ely Guerra)
- 2019: Requiem de amor
- 2021: Digan lo que digan

### Colaboraciones
- 1998: "Un Tributo (a José José)" con la canción "La Nave del olvido"
- 2007: "Marinero en tierra - Tributo a Neruda" con la canción "Caballo de los sueños"
- 2018: "Un mundo raro: Las canciones de José Alfredo Jiménez" con la canción "El rey"
- 2020: "Milagro" con Lucybell

## Filmografía
- La mujer de mi hermano, interpretando a un sacerdote del Opus Dei.
- Al límite del terror, del director Zev Berman - "Santillán"
- 7 días - él mismo (con La Ley)
- Miss XV - él mismo (junto a EME15)
- La Voz... México 2.ª edición - Entrenador
- The covers - Jurado - Temporada 1/2
- The Voice Chile - 3.ª edición - Entrenador
- ¿Quién es la máscara México?  - Bajo el personaje de Graffiti, el aerosol
- Veo cómo cantas - Asesor[29]

## Comerciales de televisión
- Despegar.com - junto a Nicole, Martín Cárcamo, Rafael Araneda, Fernanda Urrejola, Carolina De Moras, Augusto Schuster, Claudia Conserva y Jorge Zabaleta
- Misiones de Rengo - protagonista (2014-presente), junto a Juanita Ringeling (2020-presente)